# Třída Neptun
Třída Neptun byla třída ponorek švédského námořnictva. Jejich hlavním posláním bylo kladení min. Celkem byly postaveny tři jednotky této třídy. Ve službě byly v letech 1943-1966. Všechny byly vyřazeny.

## Stavba
Celkem byly švédskou loděnicí Kockums v Malmö postaveny tři jednotky této třídy. Do služby byly přijaty roku 1943.
Jednotky třídy Neptun:
| Jméno       | Založení kýlu | Spuštěna           | Vstup do služby | Status                      |
| ----------- | ------------- | ------------------ | --------------- | --------------------------- |
| Neptun (Np) | 1942          | 17. listopadu 1942 | srpen 1943      | Vyřazena 1966, sešrotována. |
| Najad (Na)  | 1942          | 26. září 1942      | červenec 1943   | Vyřazena 1966, sešrotována. |
| Näcken (Nä) | 1942          | 26. září 1942      | červen 1943     | Vyřazena 1966, sešrotována. |

## Konstrukce
Ponorky byly vyzbrojeny jedním 40mm kanónem, jedním 20mm kanónem a pěti 533mm torpédomety, přičemž unesly až 20 min. Pohonný systém tvořily diesely MAN o výkonu 1800 hp a elektromotory o výkonu 1000 hp, pohánějící dva lodní šrouby. Nejvyšší rychlost dosahovala 15 uzlů na hladině a 10 uzlů pod hladinou.

### Modernizace
Po válce byly ponorky vybaveny schnorchelem.